# Гипотеза Модильяни — Миллера
Гипо́теза Модилья́ни — Ми́ллера (теорема Модильяни — Миллера) — предположение о независимости рыночной цены предприятия от структуры корпоративных ценных бумаг (соотношения собственного (акционерного) и заёмного (эмиссия облигаций) капитала, условий выплат по выпущенным ценным бумагам и т. п.) для заданного потока дивидендов, при условии рациональности экономических субъектов и совершенстве рынка капитала.
Обоснование гипотезы состоит в следующем: если финансирование деятельности предприятия более выгодно за счёт заёмного капитала, а не за счёт собственных источников средств, то владельцы акций предприятия со смешанной структурой капитала предпочтут продать часть акций своего предприятия, использовав вырученные средства на покупку акций предприятия, не пользующегося привлечённым финансированием, и восполнив недостаток в финансовых ресурсах за счёт заёмного капитала. Одновременные операции с ценными бумагами предприятий с относительно высокой и относительно низкой долей заёмного капитала приведут в конце концов к тому, что цены таких предприятий будут примерно совпадать.
Подобно большинству экономических теорий, концепция Модильяни — Миллера верна при наличии определённых предпосылок. Однако, продемонстрировав те условия, при которых структура капитала не влияет на стоимость предприятия, Модильяни и Миллер сделали важный вклад в понимание возможного влияния заёмного финансирования.
В 1963 году Модильяни и Миллер опубликовали вторую работу, посвящённую структуре капитала, в которой ввели в первоначальную модель налоги на корпорации. С учётом налогообложения было показано, что цена акций непосредственно связана с использованием предприятием заёмного финансирования: чем выше доля заёмного капитала, тем выше и цена акций. Согласно пересмотренной теории Модильяни — Миллера, предприятиям следовало бы финансироваться на 100 % за счёт заёмного капитала, так как это обеспечило бы им наивысшие курсы акций (при этом в соответствии с Международными стандартами финансовой отчётности уставные капиталы обществ с ограниченной ответственностью необходимо признавать в качестве обязательств, то есть заёмного капитала). Такой вывод обусловлен структурой налогообложения предприятий, существующей в США, — доходы акционеров выплачивают из прибыли, остающейся после уплаты налогов, а выплаты кредиторам производят из прибыли до уплаты налогов. Такое асимметричное налогообложение приводит к тому, что при увеличении доли заёмного капитала увеличивается и доля валового дохода фирмы, остающаяся в распоряжении инвесторов.
Различные исследователи пытались модифицировать теорию Модильяни — Миллера, для того чтобы объяснить фактическое положение вещей, смягчали многие из первоначальных условий данной теории. Удалось установить, что некоторые из предпосылок не оказывают существенного влияния на результат. Однако при введении в модель такого фактора, как дополнительные финансовые затраты вследствие неудовлетворительной структуры капитала, картина резко меняется. Например, экономия за счёт снижения налоговых выплат обеспечивает повышение стоимости предприятия по мере увеличения доли заёмных средств в её капитале, но с некоторого момента при дальнейшем увеличении доли заёмного капитала стоимость фирмы начинает снижаться, поскольку экономию на налоговых выплатах компенсирует рост издержек от необходимости поддержания более рисковой структуры источников средств. Модифицированная с учётом этого фактора теория Модильяни — Миллера утверждает:
- наличие определённой доли заёмного капитала предпочтительно для предприятия;
- чрезмерное использование заёмного капитала нежелательно для предприятия;
- каждому предприятию свойственна своя оптимальная структура капитала.

Таким образом, модифицированная теория Модильяни — Миллера, именуемая теорией компромисса между экономией от снижения налоговых выплат и финансовыми затратами (англ. tax savings-financial costs tradeoff theory), позволяет лучше понять факторы, от которых зависит оптимальная структура капитала.

## Первая теорема
Несущественность структуры капитала по отношению к рыночной стоимости предприятия. Если существует совершенный рынок и отсутствуют налоги, неплатёжеспособность, асимметричная информация, тогда рыночная стоимость предприятия не зависит от:
- формы финансирования предприятия;
- и в особенности от величины задолженности предприятия.

Хотя такие допущения не встречаются на практике, стоит отметить следующее: если структура капитала будет иметь значение для предприятия, то по крайней мере одно из приведённых выше условий неверно. Это значит, что при оптимизации структуры капитала необходимо проверять влияние детерминант на структуру капитала.

## Вторая теорема
Издержки по собственному капиталу как линейная функция от степени задолженности. Если первая теорема верна, то существует предприятие, чьи пассивы будут преимущественно состоять из заёмных средств и в меньшей степени из собственных. Тогда:
- норма затрат собственного капитала будет представлять линейную зависимость по спреду нормы затрат совокупного и заёмного капиталов:

{\displaystyle r_{E}=r_{U}+{\frac {D}{E}}\cdot (r_{U}-r_{D})},
где
- {\displaystyle r_{E}} — норма собственного капитала предприятия со смешанной структурой
- {\displaystyle r_{U}} — норма собственного капитала предприятия, финансирующегося только за счёт собственных средств (отношение долга к собственному капиталу равно нулю)
- {\displaystyle r_{D}} — стоимость заёмного капитала,
- {\displaystyle D} — долг
- {\displaystyle E} — собственный капитал

- норма затрат совокупного капитала предприятия не зависит от степени задолженности этого предприятия, поскольку рассматривается так же рыночная стоимость собственного и заёмного капитала.

Эта связь может быть представлена соответствующей кривой капитальных затрат. Это означает, что, в отличие от традиционной экономической модели, не существует оптимальной степени задолженности.

## Третья теорема

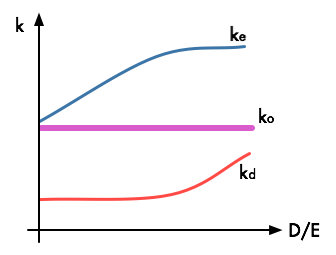
Вторая теорема с рисковым долгом. По мере увеличения финансового рычага средневзвешенная стоимость капитала остаётся прежней

Константа средневзвешенной стоимости капитала (англ. WACC). 
Вид финансирования инвестиций не имеет значения применительно к вопросу о стоимости инвестиций.
 Представленная в первой теореме незначительность структуры капитала для рыночной стоимости предприятия может быть расширена до незначительности структуры капитала для каждого отдельно взятого проекта. При этом с возрастанием долга возрастает и ожидаемая рентабельность капитала, однако одновременно с этим растут и риски. Средневзвешенная стоимость капитала остаётся неизменной, то есть конкретно взятый проект за счёт возрастающего финансирования из заёмных средств не будет более доходным.